# 荣格 (单板滑雪运动员)
荣格（2002年8月3日—），中国吉林省吉林市人，回族，中国女子单板滑雪运动员。

## 经历
出生於吉林的榮格，小時候随母親一起生活在加拿大，並愛上了單板滑雪。在當地被佐藤康弘發掘，並進入中國國家訓練隊。
2019年8月，刚满17岁的她首次參與国际雪联积分赛。2021-2022赛季，荣格首次参与世界杯分站赛。2021年10月23日，她国际雪联单板滑雪大跳台世界杯瑞士库尔站比赛中，先以预赛第五进入决赛，成为首位進入該項目世界盃分站賽決賽的中國女運動員，最终她在决赛获得第八名。
2021年12月31日，荣格在国际雪联单板滑雪世界杯卡尔加里站获得女子坡面障碍技巧比赛第13名，达到了2022年北京冬奥最低参赛标准。她也在2022年1月确认入选中国体育代表团。2月5日，荣格出战北京冬奥会单板滑雪女子坡面障碍技巧资格赛，比赛中她出现失误，以29.36分排名第25位，未能晋级决赛。她于2月14日参加北京冬奥会单板滑雪女子大跳台资格赛，结果排名第九，晋级决赛。一天后进行的决赛中，她以总分160.00的成绩获得第5名，这也是中国选手在该小项上取得的最好成绩。
2022年4月8日被国务院评为北京冬奥会、冬残奥会突出贡献个人。